# Exodus '04
Singles de Utada
Devil Inside
(2004) You Make Me Want to Be a Man
(2005)
Singles par Hikaru Utada
Be My Last
(2005)
Exodus '04 est le troisième single d'Utada (sous ce nom), sorti en 2005.

## Présentation
La chanson-titre sort au format digital en téléchargement le 21 juin 2005 sur le label américain Island Def Jam, neuf mois après le précédent single d'Utada, Devil Inside. Elle est écrite (en anglais), composée et interprétée par Hikaru Utada, sous son seul nom "Utada" qu'elle utilise pour ses sorties sur ce label américain (elle sort en parallèle des disques au Japon sous son nom complet pour un autre label). Elle est produite par Timbaland, qui a coécrit paroles et musique.
Deux versions physiques différentes du single sont aussi distribuées aux États-Unis, ne contenant en fait que des versions remixées de la chanson : une version CD, et une version double-disque vinyle (sortie un mois auparavant en mai). Le single ne sort pas au format physique au Japon et ne se classe donc pas à l'Oricon. 
La chanson originale figurait déjà sur l'album Exodus sorti l'année précédente. Elle ne bénéficie pas d'un clip vidéo. Elle figurera aussi sur la compilation Utada the Best de 2010, de même qu'une de ses versions remixées ("JJ Flores Double J Radio Mix").

## Liste des titres
| Version CD | Version CD                                          | Version CD                        | Version CD | Version CD | Version CD | Version CD | Version CD | Version CD | Version CD |
| No         | Titre                                               | Producteurs                       | Durée      |            |            |            |            |            |            |
| ---------- | --------------------------------------------------- | --------------------------------- | ---------- | ---------- | ---------- | ---------- | ---------- | ---------- | ---------- |
| 1.         | Exodus '04 (Double J Radio Mix)                     | Utada, JJ Flores                  | 3:44       |            |            |            |            |            |            |
| 2.         | Exodus '04 (Josh Harris' Elektrik Radio)            | Utada, Josh Harris                | 3:26       |            |            |            |            |            |            |
| 3.         | Exodus '04 (Josh Harris vs. The MPC Radio)          | Utada, Josh Harris                | 3:43       |            |            |            |            |            |            |
| 4.         | Exodus '04 (Josh Harris' Exodus Experience)         | Utada, Josh Harris                | 4:15       |            |            |            |            |            |            |
| 5.         | Exodus '04 (Double J Extended Mix)                  | Utada, JJ Flores                  | 5:57       |            |            |            |            |            |            |
| 6.         | Exodus '04 (Peter Bailey Dub)                       | Utada, Peter Bailey               | 7:44       |            |            |            |            |            |            |
| 7.         | Exodus '04 (JJ Flores Dub #1)                       | Utada, JJ Flores                  | 5:35       |            |            |            |            |            |            |
| 8.         | Exodus '04 (Kriya vs. Velez Progressive Trance Mix) | Utada, Erik Velez, Carlos Galavis | 6:34       |            |            |            |            |            |            |
| 9.         | Exodus '04 (Kriya vs. Velez Electro House Mix)      | Utada, Erik Velez, Carlos Galavis | 6:52       |            |            |            |            |            |            |
| 10.        | Exodus '04 (JJ Flores Dub #2)                       | Utada, JJ Flores                  | 7:12       |            |            |            |            |            |            |
| 54:59      |                                                     |                                   |            |            |            |            |            |            |            |

| A1. | Exodus '04 (JJ Flores Double J Extended Remix) (version "Double J Extended Mix" du CD) |  |
| A2. | Exodus '04 (JJ Flores Dub #1)                                                          |  |
| B1. | Exodus '04 (Peter Bailey Dub)                                                          |  |
| C1. | Exodus '04 (Kriya vs. Velez Electro House Mix)                                         |  |
| C2. | Exodus '04 (Kriya vs. Velez Progressive Trance Mix)                                    |  |
| D1. | Exodus '04 (JJ Flores Dub #2)                                                          |  |